# نیودیل (آیداهو)
نیودیل(به انگلیسی: Newdale) شهری در شهرستان فرمونت ایالت آیداهو است که جمعیت آن در سرشماری سال ۲۰۱۰ میلادی ۳۲۳ نفر بوده است.